# Lincoln Child
Lincoln Child (nació en Westport, Connecticut en 1957) es un autor y editor estadounidense.

## Biografía
Conocido por ser coautor de varias novelas de suspense junto a Douglas Preston que se han convertido en superventas internacionales, especialmente las protagonizadas por el agente del FBI Aloysius Pendergast.
Child empezó a escribir siendo un niño, y se licenció en Literatura Inglesa en la Universidad Carleton en Minnesota. En 1979 consiguió un empleo menor en la prestigiosa editorial St. Martin’s Press, y fue escalando puestos hasta convertirse en editor, fundando su sección de terror.
Finalmente abandonó el mundo editorial para trabajar como analista de sistemas en MetLife. Al dejar atrás la edición y concentrarse en algo totalmente diferente, Child empezó a echar de menos los libros y retomó la escritura, publicando su primera novela junto a Preston, Relic, que con el tiempo fue adaptada al cine bajo la dirección de Peter Hyams. Gozó de gran éxito, al igual que otras novelas que escribió tanto con Preston como en solitario, lo que le permitió dejar su empleo y dedicarse plenamente a la escritura. Sus obras se caracterizan por estar repletas de sorpresas y giros inesperados, y se suelen encuadrar dentro del género de los terror psicológico.

## Libros

### Novelas
Novelas sueltas
- Utopía (Utopia) (2002)
- Armonía letal (Death Match) (2004)

Serie Jeremy Logan
1. Tormenta (Deep Storm) (2007)
2. Infierno helado (Terminal Freeze) (2009)
3. La tercera puerta (The Third Gate) (2012)
4. La habitación olvidada (The Forgotten Room) (2015)
5. Full Wolf Moon (2017)

### Novelas conDouglas Preston
Serie del agente Pendergast (Agent Pendergast)
1. El ídolo perdido (Relic) (1995)
2. El relicario (Reliquary) (1997)
3. Los asesinatos de Manhattan (The Cabinet of Curiosities) (2002)
4. Naturaleza muerta (Still Life with Crows) (2003)
5. Trilogía de Diogenes (Diogenes Trilogy):
  1. La mano del diablo (Brimstone) (2004)
  2. La danza de la muerte (Dance of Death) (2005)
  3. El libro de los muertos (The Book of the Dead) (2006)
6. El círculo oscuro (The Wheel of Darkness) (2007)
7. La danza del cementerio (Cemetery Dance) (2009)
8. Trilogía de Helen (Helen Trilogy):
  1. Pantano de sangre (Fever Dream) (2010)
  2. Sangre fría (Cold Vengeance) (2011)[5]
  3. Dos tumbas (Two Graves) (2012)
9. Fuego Blanco (White Fire) (2013)
10. El laberinto azul (Blue Labyrinth) (2014)
11. Costa maldita (Crimson Shore) (2015)
12. The Obsidian Chamber (2016)
13. City of Endless Night (2017)
14. Versos para un muerto (2018)
15. Río maldito (2020)
16. Bloodless (2021)
17. The cabinet of Dr Leng (2023)

Serie Gideon Crew
1. Venganza (Gideon's Sword) (2011)
2. El Cadáver (Gideon's Corpse) (2012)
3. La Isla Perdida (The Lost Island) (2014)
4. La llave del Faraón (2019)

Serie Nora Kelly/Corrie Swanson
1. Huesos olvidados (2019)
2. The scorpion’s tail (2021)
3. Diablo mesa (2022)

Serie Más allá del hielo (Ice Limit)
1. Más allá del hielo (The Ice Limit) (2000)
2. Infierno de hielo (Beyond the ice limit) (2016)

Novelas sueltas
- Nivel 5 (Mount Dragon) (1996)
- El pozo de la muerte (Riptide) (1998)
- La ciudad sagrada (Thunderhead) (1999)

### Relatos conDouglas Preston
- "Gone Fishing", publicado en Thriller: Stories to Keep You Up All Night (2006)
- "Extraction" [eBook] (2012)
- "Gaslighted: Slappy the Ventriloquist Dummy vs. Aloysius Pendergast" [eBook] (2014)[6]